# Hansa-Brandenburg W.27
Hansa Brandenburg W.27 và W.32 là một mẫu thử thủy phi cơ tiêm kích của Đức trong Chiến tranh thế giới I.

## Tính năng kỹ chiến thuật (W.27)
Đặc điểm tổng quát
- Kíp lái: 2
- Chiều dài: 9.23 m (30 ft 3 in)
- Sải cánh: 11.20 m (36 ft 9 in)
- Chiều cao: 3.06 m (10 ft 1 in)
- Diện tích cánh: 36.1 m2 (389 ft2)
- Trọng lượng rỗng: 1.109 kg (2.444 lb)
- Trọng lượng có tải: 1.619 kg (3.569 lb)
- Powerplant: 1 × Benz Bz.IIIb, 145 kW (195 hp)

Hiệu suất bay
- Vận tốc cực đại: 170 km/h (106 mph)

Vũ khí trang bị
- 2 × súng máy LMG 08/15 "Spandau" 7,92 mm (.312 in)
- 1 × súng máy Parabellum MG14 7,92 mm (.312 in)